# District régional de Central Kootenay
Le District régional de Central Kootenay en Colombie-Britannique est situé dans le sud-est de la province. Il est entouré par le district régional de Columbia-Shuswap au nord, par le district régional de Kootenay Boundary et le district régional de North Okanagan à l'ouest, par le district régional d'East Kootenay à l'est et par l'État de Washington au sud. Le siège du district régional se situe à Nelson.

## Villes principales
- Nelson
- Creston
- Castlegar
- Nakusp
- Blueberry Creek
- Salmo
- Kaslo
- New Denver
- Shoreacres
- Winlaw
- Wyyndel
- Robson

## Routes principales
Routes principales traversant Central Kootenay:
- Highway 3 (Crowsnest Highway)
- Highway 6
- Highway 21
- Highway 22
- Highway 23
- Highway 31
- Highway 95